# Estudantina Universitária de Coimbra
A Estudantina Universitária de Coimbra (EUC) é um grupo pertencente à Secção de Fado da Associação Académica de Coimbra. Fundada a 16 de março de 1985, a Estudantina conta com um percurso ímpar no panorama estudantil português, tendo granjeado ao longo dos anos um lugar muito próprio no seio dos estudantes de Coimbra.
Formado, essencialmente, por estudantes o grupo acarreta um cancioneiro que atravessa gerações, cativa quem o ouve e é indissociável das vivências que se levam da cidade de Coimbra.

## História
Corria o ano de 1984 quando a vontade comum de um grupo de estudantes se materializou no que é hoje o grupo mais representativo e irreverente da Academia Coimbrã.
Foi então no dia 16 de março de 1985 que 15 “iluminados” subiram a palco na Póvoa de Lanhoso naquilo que foi o concretizar de um sonho que tinha nascido já algum tempo antes. "De lá para cá já demos a volta ao mundo levando sempre connosco Coimbra, a sua cultura e as suas tradições."
Desde o início da formação do grupo até à atualidade, a Estudantina Universitária de Coimbra aglutina já mais de 200 elementos conservando sempre a alma e espírito que incentivaram os fundadores.

## Festuna
Em 1986 a Estudantina participou num Festival de Tunas em Salamanca, após o qual se desdobrou em contactos com grupos congéneres e passou a ser presença habitual em “Certames de Tunas” por toda a Espanha . Em 1989, à semelhança do que acontecia no país vizinho, decidiu institucionalizar um Encontro Internacional de Tunas, que fazia parte do programa cultural da Queima das Fitas e que veio dar lugar ao atual Festival Internacional de Tunas de Coimbra – FESTUNA.
Já se congregaram em Coimbra, através do FESTUNA, estudantes e antigos estudantes de todas as idades e de ambos os sexos, das mais variadas academias mundiais – colombianas, espanholas, irlandesas, italianas, holandesas – que tiveram a oportunidade de nos presentear com o seu encanto, e de usufruir da hospitalidade portuguesa e em particular a Coimbrã que tanto nos caracteriza. Com o passar dos anos, o FESTUNA também adquiriu novas valências e refundou-se num projeto muito mais vasto, abarcando áreas de intervenção que vão desde a pedagogia à intervenção social e um vínculo muito estreito com a matriz solidária.

## Discografia
A Estudantina Universitária de Coimbra conta já com 6 álbuns editados com bastante sucesso, são eles: 
| Discografia | Álbum                        | Ano  |
| ----------- | ---------------------------- | ---- |
| Discografia | Estudantina Passa            | 1989 |
| Discografia | Canto da Noite               | 1992 |
| Discografia | Portugal Total               | 1998 |
| Discografia | 25 Anos de Sonho e Tradição  | 2009 |
| Discografia | Concerto para Coimbra (live) | 2014 |
| Discografia | MAIS ALÉM                    | 2024 |

O sucesso atingido pelos álbuns “Estudantina Passa”, “Canto da Noite”, “Portugal Total” ou o álbum comemorativo dos 25 anos de atividade do grupo é só mais um exemplo do dinamismo e qualidade da EUC, que lançou o seu último álbum, "Mais Além", em 2024. Tendo já atingido uma dimensão que ultrapassa, em larga escala, a cidade e o país que a acolhem, a Estudantina “mostrou-se” já um pouco por todo o mundo: Espanha, França, Bélgica, Holanda, Alemanha, Suíça, Itália, Finlândia, Luxemburgo, São Tomé e Príncipe, Porto Rico, Peru, Cabo Verde, Estados Unidos, Polónia, Canadá, Colômbia… 
Um passaporte mais que preenchido pelo grupo de Coimbra que foi agraciado em 1990 com a Medalha de Mérito do Serviço de Estrangeiros e Fronteiras. É ainda Tuna de Honra da Tuna de Arquitetura de Valladolid e da Tuna de Direito de Múrcia, da Tuna de San Martin de Porres (Lima, Peru) e da Cuarentuna de Marbella. Encontra-se geminada com a Tuna Universitária de Salamanca, com a Tuna de Arquitetura de Valladolid, com Cuarentuna de Alicante, com a Tuna Universitária de Zaragoza e com a Tuna de Veteranos da Coruña. Tem participado, ao longo dos seus quarenta anos, nos mais reconhecidos festivais e certames, nacionais e internacionais, tendo sido galardoada com inúmeros prémios que são o reconhecimento da sua crescente evolução artística.

## Conquistas
| Evento                                             | Prémio                                 |
| -------------------------------------------------- | -------------------------------------- |
| XV LETHES                                          | 2.ª melhor tuna                        |
| VIII FITUA                                         | 2.ª melhor tuna                        |
| XXVII Tagides                                      | Melhor pandeireta                      |
| XXVII Tagides                                      | Melhor solista                         |
| XXVII Tagides                                      | Melhor serenata                        |
| VII TUIST                                          | 3.ª melhor tuna                        |
| XXV CELTA                                          | Melhor Tuna                            |
| TAGIDES 2001                                       | 2.ª melhor tuna                        |
| TAGIDES 2002                                       | Melhor serenata                        |
| XXVII Lethes                                       | Melhor serenata                        |
| XXVII Lethes                                       | Melhor serenata                        |
| XXV anos Salamanca                                 | Participação                           |
| festval iericoPorto                                | Participação                           |
| Tuna Burgos                                        | Melhor pandeireta                      |
| Málaga 2011                                        | Melhor pandeireta                      |
| XVII FITU                                          | 3.ª melhor tuna                        |
| XXI LETHES                                         | Melhor serenata                        |
| XXI LETHES                                         | Melhor atividade                       |
| XXI LETHES                                         | Participação                           |
| II TUIST                                           | Participação                           |
| XXVII FITU                                         | Melhor instrumental                    |
| X MTB                                              | Melhor solista                         |
| XVII Tagides                                       | Melhor atuação                         |
| XXVII FITU                                         | Melhor serenata                        |
| XXVII FITUA                                        | Melhor solista                         |
| VII FITUA                                          | Participação                           |
| LETHES                                             | Participação                           |
| XVII Lethes                                        | Melhor instrumental                    |
| XVII FITUA                                         | Melhor Tuna                            |
| 1 San Juan                                         | 3.ª melhor tuna                        |
| 1 San Juan                                         | Melhor instrumental                    |
| Festival Internacional Iberico                     | Melhor Tuna                            |
| IV TUIST                                           | Participação                           |
| Encontro tunas Funchal                             | Participação                           |
| Associação de Cegos                                | Agradecimento                          |
| Poizo '93                                          | Participação                           |
| XX Tágides                                         | Melhor passa-calhes                    |
| XX Tágides                                         | 2ª melhor tuna                         |
| XX Tágides                                         | Melhor serenata                        |
| XX Tágides                                         | melhor instrumental                    |
| XX Tágides                                         | Melhor pandeireta                      |
| XX Tágides                                         | Participação                           |
| XI FITU                                            | 2ª melhor tuna                         |
| Distrito de múrcia, VI Certamen                    | Melhor tuna                            |
| VI Certamen                                        | Melhor solista                         |
| XVI Celta                                          | Participação                           |
| XVI Celta                                          | 2ª melhor tuna                         |
| V FITU                                             | Grande prémio infantuna                |
| XXII Festuna                                       | Participação                           |
| XIV TUIST                                          | Participação                           |
| XI El Açor                                         | Melhor solista                         |
| XIV TUIST                                          | 2ª melhor tuna                         |
| XIV TUIST                                          | Melhor solista                         |
| IX FITUP                                           | Participação                           |
| XV TUIST                                           | Tuna mais tuna                         |
| XV TUIST                                           | Participação                           |
| XV TUIST                                           | Melhor solista                         |
| VII Citadão                                        | Melhor instrumental                    |
| VII Citadão                                        | 2ª melhor tuna                         |
| VII Citadão                                        | Melhor serenata                        |
| XXX Postuscalle                                    | Melhor solista                         |
| XXX Postuscalle                                    | Melhor desempenho vocal                |
| encontro Valladolid '91                            | Melhor tuna                            |
| encontro Valladolid '91                            | Participação                           |
| Festival Madeira - Ponta Delgada                   | Melhor Pandeireta                      |
| XIV FITU                                           | Melhor instrumental                    |
| Valladolid                                         | Participação                           |
| X FITUIPS                                          | Melhor solista                         |
| X FITUIPS                                          | Melhor serenata                        |
| X FITUIPS                                          | Melhor pega                            |
| XXVI Festuna                                       | Participação                           |
| XIX El Açor                                        | 3ª melhor tuna                         |
| XXVI Certamen                                      | Participação                           |
| XIX El Açor                                        | Melhor pandeireta                      |
| IX FITUP                                           | 2ª melhor tuna                         |
| VII Citadão                                        | Participação                           |
| XIV FITU                                           | Participação                           |
| Certamen '98                                       | Participação                           |
| XVI Certamen                                       | Melhor pandeireta                      |
| XVI Certamen                                       | Melhor musicalidade                    |
| VIII FITUCB                                        | Melhor serenata                        |
| VIII FITUCB                                        | Melhor solista                         |
| VIII FITUCB                                        | 2ª melhor tuna                         |
| XV Lethes                                          | Melhor instrumental                    |
| XV Lethes                                          | Tuna mais tuna                         |
| XXVII FITU                                         | Melhor tuna                            |
| XL Aniversário de Filosofia e Letras de Málaga     | Melhor tuna                            |
| XL Aniversário de Filosofia e Letras de Málaga     | Melhor pandeireta                      |
| XXV FITU                                           | Melhor pandeireta                      |
| XXV FITU                                           | Melhor instrumental                    |
| XXV FITU                                           | Grande prémio                          |
| XVI FITU                                           | 2ª prémio                              |
| XVI FITU                                           | Melhor interpretação musical           |
| XXIII FITU Bracara Augusta                         | Melhor instrumental                    |
| XXV CElta                                          | Participação                           |
| XXIII FITU Bracara Augusta                         | 2ª melor tuna                          |
| XXV Celta                                          | Melhor instrumental                    |
| XX TUIST                                           | 2ª melhor tuna                         |
| XX TUIST                                           | Participação                           |
| XX TUIST                                           | Melhor solista                         |
| Tágides 2001                                       | Participação                           |
| TAL festival                                       | Melhor tuna                            |
| TAL festival                                       | Participação                           |
| 4º Luz e tuna                                      | Melhor instrumental                    |
| 4º Luz e tuna                                      | Melhor solista                         |
| Tuniña '90                                         | Participação                           |
| Segovia                                            | Participação                           |
| Tágides '97                                        | Melhor tuna                            |
| FITCA '12                                          | Melhor tuna                            |
| XXVI Certamen costa calida                         | Melhor tuna                            |
| XV Lethes                                          | Melhor serenata                        |
| Tágides '99                                        | Participação                           |
| Tágides '96                                        | Participação                           |
| Tágides '97                                        | Melhor solista                         |
| Quist                                              | Participação                           |
| XIX El Açor                                        | Participação                           |
| V TUIST                                            | 3.ª melhor tuna                        |
| XVII Lethes                                        | Melhor tuna                            |
| XIII Lethes                                        | Melhor tuna                            |
| VIII TUIST                                         | Participação                           |
| V TUIST                                            | Participação                           |
| CMViseu                                            | Participação                           |
| XXII FITICEP                                       | Melhor tuna                            |
| 1993                                               | Lembrança marinha grande (jarra vidro) |
| VI Festival lusiada do porto                       | Melhor tuna                            |
| XXII FITICEP                                       | Melhor solista                         |
| XXII FITICEP                                       | Melhor pandeireta                      |
| XXII FITICEP                                       | Melhor porta estandarte                |
| XXII FITICEP                                       | Melhor serenata                        |
| FITCA 2012                                         | Melhor pandeireta                      |
| FITCA 2012                                         | Melhor instrumental                    |
| XV Lethes                                          | Participação                           |
| XXIV Festuna                                       | Melhor desfile                         |
| Galifões                                           | Lembrança (Galifões)                   |
| III Celta                                          | Participação                           |
| Campo de Criptana                                  | Participação                           |
| XXVII FITUA                                        | Participação                           |
| Santarém                                           | Participação                           |
| Festival Nijmegen '95                              | Participação                           |
| Guaynabo Festival Internacional de Tunas '94       | Melhor peça musical                    |
| Guaynabo Festival Internacional de Tunas '94       | 3ª melhor tuna                         |
| VIII Festival de tunas coliseu porto '99           | Participação                           |
| VIII Festival de tunas coliseu porto '99           | Melhor 2ª melhor tuna                  |
| Festival Marbella '96                              | Participação                           |
| FITU 2016                                          | Grande prémio infantuna                |
| FITU 2016                                          | Melhor desfile                         |
| FITU 2016                                          | Melhor serenata                        |
| FITU 2016                                          | Melhor instrumental                    |
| FITU 2016                                          | Melhor solista                         |
| FITU 2016                                          | Participação                           |
| Opidana 2014                                       | Melhor instrumental                    |
| Opidana 2014                                       | Melhor solista                         |
| Opidana 2014                                       | Grande prémio opindana                 |
| Opidana 2014                                       | Melhor pandeireta                      |
| FITUFF 2016                                        | Melhor serenata                        |
| FITUFF 2016                                        | Melhor pandeireta                      |
| FITUFF 2016                                        | Melhor porta estandarte                |
| FITUFF 2016                                        | Melhor instrumental                    |
| FITUFF 2016                                        | Melhor tuna                            |
| FITUFF 2017                                        | 2ª melhor tuna                         |
| Troféu Caja Rural Burgos                           | Trofeu                                 |
| I FITU Bracara Augusta                             | Melhor tuna                            |
| FITU                                               | Participação                           |
| M.I.Ajuntamiento de Marbella 1996                  | Memorial francisco almeida             |
| XV Oppidana                                        | Melhor pandeireta                      |
| XV Oppidana                                        | Melhor instrumental                    |
| XV Oppidana                                        | Melhor solista                         |
| XV Oppidana                                        | Melhor tuna                            |
| XV Oppidana                                        | Participação                           |
| X Lusíada                                          | 2ª melhor tuna                         |
| XVIII TUIST                                        | Participação                           |
| XVIII TUIST                                        | Melhor pandeireta                      |
| XVIII TUIST                                        | Prémio baixa de lisboa                 |
| Oppidana 2014                                      | Participação                           |
| Festa da sardinha '91                              | Participação                           |
| Festa da sardinha '90                              | Participação                           |
| Associação de Tunos Veteranos de La Corunha        | Participação                           |
| I Festuna                                          | Taça Universidade de Coimbra           |
| Phestibal Internassionale de Tunas Vrácara Augusta | Participação                           |